# Phrynobatrachus uzungwensis
Espèce
Statut de conservation UICN

 NT  : Quasi menacé
Phrynobatrachus uzungwensis est une espèce d'amphibiens de la famille des Phrynobatrachidae.

## Répartition
Cette espèce est endémique de Tanzanie. Son aire de répartition concerne le Sud et l'Est des monts Udzungwa, le Nord des monts Uluguru, les monts Nguru et les monts Nguu. Elle est présente généralement au-dessus de 900 m d'altitude.

## Étymologie
Son nom d'espèce, composé de uzungw[a] et du suffixe latin -ensis, « qui vit dans, qui habite », lui a été donné en référence au lieu de sa découverte, les monts Udzungwa.

## Publication originale
- Grandison & Howell, 1983 : A new forest species of Phrynobatrachus (Anura: Ranidae) from Morogoro Region, Tanzania. Amphibia-Reptilia, vol. 4, p. 117-124 (introduction).